# Andrés Rey de Artieda
Andrés Rey de Artieda, född 1549 i Valencia, död där den 16 november 1613, var en spansk skald och militär.
Rey de Artieda deltog i många krig och blev sårad i slaget vid Lepanto. Hans kringströvande liv hindrade inte hans litterära verksamhet, som började med tragedin
Los amantes (1581) och fortsattes med komedin Los encantos de Merlin. Under namnet Artemidoro utgav Rey de Artieda 1605 Discursos, epistolas y epigramos samt sonetterna Vida y costumbres de Nuestra señora, Los quince misterios de Rosario, Como á su parecer la bruja vuela och Quí gloria siente y bienaventuranza. Rey de Artieda finns intagen i Spanska akademiens Catálogo de autoridades de la lengua. Hans skrifter publicerades i Rivadeneiras Biblioteca de autores españoles, band 35 och 42.